# Veli Osir
Veli Osir är en ö i Kroatien.   Den ligger i länet Gorski kotar, i den sydvästra delen av landet, 180 km sydväst om huvudstaden Zagreb.
Terrängen på Veli Osir är platt. Öns högsta punkt är 36 meter över havet. 